# Luis Camilo Osorio
Luis Camilo Osorio Isaza (Medellín, 1 de diciembre de 1943) es un abogado colombiano que se desempeñó como fiscal general de la Nación entre 2001 y 2005 luego de que la Corte Suprema de Justicia lo eligiera de la terna enviada por el entonces presidente Andrés Pastrana. También ha ocupado los cargos de Registrador Nacional, Magistrado del Consejo de Estado y embajador. Actualmente está siendo investigado tras haber recibido acusaciones que plantearon posibles vínculos entre él y grupos paramilitares y por favorecimiento a militares condenados o investigados por crímenes de lesa humanidad mientras desempeñaba su cargo como fiscal general.

## Trayectoria
Se tituló como abogado en la Pontificia Universidad Javeriana, cuenta con una especialización en Socioeconomía de la misma universidad y una en Economía Política de la Universidad de Bonn. Ha sido docente en los programas de derecho universidades como la Externado, de Los Andes, la Libre y Javeriana. Ejerció como abogado litigante durante cerca de 15 años.

### Cargos públicos
En el sector público Osorio ha desempeñado diferentes cargo entre los que se encuentran el de viceministro de Educación en 1983, Registrador Nacional entre 1991 y 1994, y Magistrado del Consejo de Estado entre 1995 y 2001, año en el que renunció luego de haber sido elegido por la Corte Suprema de Justicia para asumir como fiscal general de la Nación. Su labor como jefe del ente investigador ha sido fuertemente cuestionada debido a la infiltración de grupos paramilitares en la Fiscalía durante el periodo en que Osorio estuvo al mando.
Tras terminar su labor como fiscal general fue nombrado por el presidente Álvaro Uribe como embajador de Colombia en Italia, Grecia, Malta, Chipre, San Marino y ante la FAO entre 2005 y 2006. Posteriormente asumió la Embajada de Colombia en México, en la que estuvo entre 2006 y 2011, a pesar de las críticas que recibió por parte de senadores de izquierda mexicanos, quienes exigieron su renuncia como embajador alegando alianzas con el narcotráfico e injerencia en asuntos internos del país.  

## Fiscal general de la Nación
Su labor al frente de la Fiscalía ha sido fuertemente cuestionada debido a supuestas alianzas con grupos paramilitares. En su contra existen cerca de 50 procesos, que son competencia de la Comisión de investigación y acusación del Congreso de la República. Ninguno de estos procesos ha sido resuelto; y algunos ni siquiera han sido tramitados, pese a la seriedad de los casos, como aquellos que tratan sobre prevaricato en investigaciones de crímenes de lesa humanidad.
Entre sus más polémicas actuaciones en el ente investigador se encuentra su dura crítica a la medida de aseguramiento dictada por la unidad de derechos humanos de la Fiscalía contra el General (r) Rito Alejo del Río, criminal condenado en 2012; la preclusión de la investigación en contra del mismo Rito Alejo del Río, cuando este era investigado por nexos y creación de grupos paramilitares en Antioquia; el auto inhibitorio concedido al hoy condenado exgobernador de Sucre Salvador Arana Sus por el homicidio del alcalde de El Roble, Eudaldo Díaz; el nombramiento de funcionarios que han sido encarcelados o investigados por nexos con grupos paramilitares como Rosalba Negrete entonces directora seccional del CTI, la fiscal Perla Emperatriz Dávila quien ha sido investigada por presuntos nexos con alias "Don Mario", la exdirectora seccional de Norte de Santander Ana María Flórez, hoy condenada a 12 años de prisión y prófuga de la justicia, entre otros.
Durante el periodo de Osorio como fiscal general de la Nación, el Congreso de la República expidió el Acto Legislativo 03 de 2002, que promovió la transición al Sistema Penal Acusatorio.
Osorio está siendo investigado por la Comisión de Acusación de la Cámara de Representantes por delitos relacionados con la infiltración de grupos paramilitares en la Fiscalía. El principal testigo en esta investigación, el ex-investigador del CTI, Richard Riaño Botina, también denunció el caso ante la Corte Penal Internacional.

### Acusaciones de la fiscal Mónica Gaitán
Según la exfiscal  de derechos humanos Mónica Gaitán, durante su desempeño como investigadora de la masacre de Chengue, encontró fuertes indicios de la participación de miembros de las fuerzas armadas en estos hechos por lo que redactó órdenes de captura en contra del contralmirante Rodrigo Alfonso Quiñones, comandante de la Primera Brigada de Infantería de Marina en Sucre y cuatro oficiales más. Según Gaitán, al comunicarle de su propósito de dictar las órdenes de captura al fiscal general Luis Camilo Osorio, este no se lo permitió. La fiscal Gaitán terminó exiliandose en Estados Unidos debido a que ya otros investigadores del caso como su fiscal de apoyo en Sincelejo, Yolanda Paternina, y dos investigadores del CTI habían sido asesinados. Según Osorio, las acusaciones de Gaitán son falsas.